# Мишулин, Спартак Васильевич
Спарта́к Васи́льевич Мишу́лин (22 октября 1926, Москва, СССР — 17 июля 2005, там же, Россия) — советский и российский актёр театра и кино; народный артист РСФСР (1981), лауреат Государственной премии Российской Федерации (1998), заслуженный деятель культуры Польши (1976).

## Биография
Родился, согласно документам, 22 октября, а согласно утверждению его дочери — 22 апреля.
Своего отца он не знал, но предполагал, что им мог быть писатель Александр Фадеев, с которым у его матери был роман во время учёбы в Московской горной академии.
Мать, Анна Васильевна Мишулина, была заместителем наркома промышленности и входила в круг партийной номенклатуры. Имя Спартак получил по настоянию своего дяди (брата матери), профессора-историка, Александра Васильевича Мишулина (1901—1948), специализировавшегося на восстании Спартака.
В сознательном возрасте Спартака его мать вышла замуж за человека по имени Василий и поменяла сыну отчество. До этого он с рождения был Спартаком Владимировичем.
Семья Мишулиных жила в самом центре Москвы — в Настасьинском переулке. Спартак с ранних лет был увлечён театром и мечтал стать артистом.
В 1937 году Анна Мишулина была арестована как враг народа и сослана в Ташкент, а Спартак остался на попечении у своего дяди Александра Мишулина, занимавшего должность ректора Академии общественных наук при ЦК КПСС. После начала Великой Отечественной войны семья Мишулиных оказалась в эвакуации в городе Дзержинске (Горьковской области).
В 1941 году Спартак Мишулин поступил в артспецшколу в Анжеро-Судженске (он думал, что школа артистическая). После учёбы в артиллерийской спецшколе пострадал за искусство — был осуждён за кражу электрических лампочек (из соображений крайней необходимости, для спектакля), потом попался на краже книжки из библиотеки и использовании портретов вождя в качестве писчей бумаги, за что был приговорён к лишению свободы. Отсидел три года. Но даже в лагере он не переставал заниматься самодеятельностью. Однажды его заметил заведующий клубом и пригласил к себе в село Брусово Удомельского района Калининской области. Какое-то время Мишулин работал в Брусове завклубом. А позднее — в разных провинциальных театрах. И тогда его нашли родственники.
В 1948 году, после неудачи при поступлении в ГИТИС, Спартак Мишулин был отправлен во вспомогательный состав драматического театра города Калинина. Окончив театральную студию при этом театре и за первые пять лет работы на сцене сыграв около сорока ролей, Мишулин перешёл в труппу Омского драматического театра, а в 1958 году снова вернулся в Калинин.
В 1957 году вступил в Коммунистическую партию Советского Союза (КПСС).
В 1960 году, после гастролей в Москве Калининского областного драматического театра, Мишулин был приглашён сразу в три столичных театра — театр имени Ленинского комсомола, Центральный театр Советской армии (ЦТСА) и Театр сатиры. Выбрав Московский академический театр сатиры, служил в нём непрерывно в течение сорока пяти лет (1960—2005), до последних дней своей жизни.
Широкую известность актёру принесли в 1966 году первые выпуски эстрадно-развлекательной юмористической телепередачи Центрального телевидения Гостелерадио СССР «Кабачок „13 стульев“», в которой он исполнял роль пана директора на протяжении последующих четырнадцати лет (1966—1980). Его популярность ещё более возросла после исполнения ролей Саида в фильме Владимира Мотыля «Белое солнце пустыни» (1970) и Тараканова в фильме Владимира Бычкова «Достояние республики» (1971), а также после демонстрации по телевидению фильмов-спектаклей Театра сатиры «Малыш и Карлсон, который живёт на крыше» (1971) и «Маленькие комедии большого дома» (1973).
Одной из самых долгоиграемых Спартаком Мишулиным ролей в театре была роль Карлсона в спектакле «Малыш и Карлсон, который живёт на крыше» (1968) режиссёра Маргариты Микаэлян на сцене Театра сатиры, ставшая «визитной карточкой» актёра. Когда Мишулина спрашивали, не надоело ли ему почти сорок лет играть мужчину с пропеллером, он всегда отвечал: «Я могу вернуть людям детство, особенно своим ровесникам, у которых его по-настоящему и не было из-за всевозможных войн. А разве это мало — вернуть людям детство?».
В 1992 году Мишулин сыграл в бенефисе «„Спартак“ (Мишулин) — „Зритель“ (сборная)».

#### Семья
Жена Валентина Константиновна Мишулина (род. 1945).
Дочь Карина Мишулина, актриса театра и кино (род. 1979). Трижды замужем, две дочери — Кристина и Полина.

#### Увлечения
Болел за московский футбольный клуб «Спартак».

#### Смерть
Спартак Мишулин скончался на 79-м году жизни в четыре часа утра 17 июля 2005 года в Центре кардиохирургии в Москве в результате остановки сердца после операции на сердце (незадолго до смерти, в июне 2005 года, актёр был госпитализирован в кардиологический центр с диагнозом «сердечная недостаточность»). Гражданская панихида состоялась 21 июля 2005 года в Московском академическом театре сатиры, где актёр прослужил сорок пять лет. Похоронен на Ваганьковском кладбище в Москве.

## Скандал после смерти
Летом 2017 года в СМИ появилась информация о том, что у Спартака Мишулина есть внебрачный сын Тимур Еремеев, который сам заявил об этом. Был проведён в России ДНК-тест на основе крови Тимура и остатков генетического материала на одежде Спартака Мишулина, которую использовали в спектакле. По их данным, они являются родственниками. Вдова актёра Валентина Мишулина (в девичестве Казакова) подала в суд на Еремеева иск о защите чести и достоинства. Тушинским судом города Москвы её исковые требования были отклонены. Дочь Спартака Мишулина Карина, представлявшая интересы матери в суде, также высказала намерение об эксгумации останков отца, чтобы опровергнуть выводы ДНК-теста. Из-за разгоревшегося скандала Карина Мишулина была уволена из Московского академического театра сатиры. Позже Карина повторно отправила на исследование одежду Спартака Мишулина в шведскую компанию, где, якобы, сообщили, что за эти годы ДНК уже не остаётся целым и разрушается, и его не используют для проведения анализов ДНК. И также в документах от Тимура Еремеева, якобы, нашлась ошибка в исследованиях: в ДНК матери Тимура оказалась хромосома, которая имеется только у мужчин. Анализы ДНК Тимура Еремеева, якобы, оказались ложными. 

## Творчество

### Театральные работы

#### Тверской областной академический театр драмы
- 1950 — «Мы — суворовцы!» Моторина — Володя Бойцов
- 1951 — «Хождение по мукам» по роману А. Н. Толстого, реж.: А. С. Сафронов — Антоша Арнольдов, штабной
- 1952 — «Семья» И. Ф. Попова, реж.: А. С. Сафронов — Ермаков, квартирант, Стряпунов, интеллигент
- «Парень из нашего города» К. Симонова
- «На той стороне» — Денисов
- «От этого не уйдёшь» В. Сухаревича, реж.: А. С. Сафронов — Прохор Хорохорин
- «Забавный случай» К. Гольдони
- «Преступление Риггса»
- «День чудесных обманов» Р. Б. Шеридана
- «Свадебное путешествие» Дыховичного и Слободского — Андрей Птицын
- 1955 — «Чёртова мельница» И. Штока — Чёрт 1-го разряда
- 1956 — «Годы минувшие» Н. Ветлугина, реж.: А. С. Сафронов — Андрейко
- 1957 — «Хрустальный ключ» Е. М. Бондаревой
- 1961 — «Коллеги» В. Аксёнова, Ю. Стабовой, реж.: Г. Георгиевский

#### Омский академический театр драмы
- 1956 — «Лгун» К. Гольдони — Арлекин
- 1957 — «Мы - навсегда» М. Максимова, Реж.: С. Ф. Владычанский — Гошка
- 1957 — «В старой Москве» В. Пановой, Реж.: С. Ф. Владычанский — Миша
- 1959 — «Дикари» С. Михалкова, реж.: Ю. А. Альховский — Роман Любешкин
- 1958 — «В старой Москве» В. Пановой, реж.: С. Ф. Владычанский — Миша
- 1958 — «Сердца должны гореть» Л. Митрофанова — Алёша
- 1959 — «Клоп» В. В. Маяковского, постановка: В. Я. Мотыль — Швейцар, Двуполое Четвероногое
- 1960 — «Иркутская история» А. Арбузова, реж.: Ю. А. Альховский — Сергей
- 1961 — «Король Лир» У. Шекспира, реж. Ю. А. Альховский — Шут
- «Когда цветёт акация» Б. Винникова, реж.: С. Ф. Владычанский — Борис
- «Живой ключ» М. Бударина — Гудимов
- «Весенние скрипки» А. Штейна — Кинжалов
- «Дали неоглядные» Н. Вирты — От автора
- «Обрыв» по роману И. Гончарова, реж.: Ю. А. Альховский — Викентьев
- «Филумена Мартурано» Э. Де Филиппо — Умберто
- «Свадьба с приданым» Н. Дьяконова — Курочкин
- «Три сестры» А. П. Чехова, реж.: Е. Хигерович — Тузенбах

#### Московский академический театр сатиры
- 1955 — «Клоп» В. В. Маяковского, постановка: В. Плучека и С. Юткевича — Слесарь (ввод в спектакль)
- 1961 — «4-й позвонок» Мартти Ларни, постановка: Д. В. Тункель — Родмен, Мистер Риттер
- 1961 — «Яблоко раздора» М. А. Бирюкова, постановка: В. Н. Плучека — Аркадий, дирижёр колхозного духового оркестра
- 1961 — «Фунт лиха» С. Д. Нариньяни, постановка: Д. В. Тункель — Пека
- 1962 — «Двенадцать стульев» И. Ильфа и Е. Петрова — сторож клуба железнодорожников
- 1962 — «Золотой телёнок» И. Ильфа и Е. Петрова — Остап Бендер
- 1963 — «Гурий Львович Синичкин» В. Дыховичного, В. Масса, М. Слободского, М. Червинского, реж.: Д. В. Тункель — Ветринский
- 1963 — «Проделки Скапена» Ж.-Б. Мольера, реж.: Е. Я. Весник — Скапен
- 1964 — «Женский монастырь» В. А. Дыховичного и М. Слоболского, реж.: В. Н. Плучек — Ладыгин, архитектор
- 1967 — «Баня» В. В. Маяковского; постановка Н. Петрова, В. Н. Плучека и С. И. Юткевичем, — Режиссёр
- 1967 — «Интервенция» Л. И. Славина, реж.: В. Н. Плучек — Жув и Филька-анархист
- 1968 — «Последний парад» А. П. Штейна, реж.: В. Н. Плучек — Понедельник
- 1968 — «Малыш и Карлсон, который живёт на крыше» по А. Линдгрен — Карлсон
- 1970 — «У времени в плену» А. П. Штейна, реж.: В. Н. Плучек — главарь
- 1971 — «Обыкновенное чудо» Е. Л. Шварца, постановка: М. А. Микаэлян — Король
- 1972 — «Ревизор» Н. В. Гоголя, постановка В. Н. Плучека — Лука Лукич Хлопов
- 1972 — «Мамаша Кураж и её дети» Б. Брехта; реж.: М. А. Захаров — Повар
- 1972 — «Таблетку под язык» А. Макаёнка — Скоромный, заготовитель райпотребсоюза
- 1973 — «Маленькие комедии большого дома» А. М. Арканова и Г. И. Горина — квартирный вор
- 1974 — «Клоп» В. В. Маяковского, реж.: В. Н. Плучек — мужчина
- 1975 — «Ремонт» Михаила Рощина, реж.: В. Н. Плучек — Изобретатель
- 1977 — «Бег» М. А. Булгакова, реж.: В. Н. Плучек — Григорий Лукьянович Чарнота, кавалерист, генерал-майор
- 1978 — «Замшевый пиджак» C. Стратиева, режиссёр-постановщик: А. В. Мекке — Застрявший в лифте
- 1980 — «Чудак» Н. Хикмета, реж.: В. П. Кондратьев — Нури, бандит
- 1980 — «Трёхгрошовая опера» Б. Брехта, реж.: В. Н. Плучек — Пичем
- 1982 — «Самоубийца» Н. Р. Эрдмана, реж.: В. Н. Плучек — Калабушкин Александр Петрович
- 1982 — «Концерт для театра с оркестром…» Г. Горина, А. Ширвиндта, реж.: А. А. Ширвиндт
- 1983 — «Крамнэгел» П. Устинова, реж.: В. Н. Плучек — Крамнэгел
- 1985 — «Молчи, грусть, молчи…» А. Ширвиндта
- 1986 — «Бремя решений» Фёдора Бурлацкого», реж.: В. Н. Плучек — генерал Тейлор
- 1988 — «Страсти Черноморья» Ф. Искандера — пенсионер
- 1992 — «„Спартак“ (Мишулин) — „Зритель“ (сборная)», реж.: А. А. Ширвиндт — бенефис С. В. Мишулина
- 1992 — «Горячее сердце» А. Н. Островского, реж.: В. Н. Плучек — Хлынов (премьера — 16.12.1992)
- 1998 — «Счастливцев-Несчастливцев» Г. Горина, реж.: Сергей Арцибашев — Бораенко
- 2000 — «Неаполь — город миллионеров» Э. Де Филиппо, реж.: М. Мокеев — Дженнаро Йовине
- 2001 — «Андрюша» А. Арканова и А. Ширвиндта, реж.: А. А. Ширвиндт
- 2002 — «Игра» по мотивам пьесы А. В. Сухово-Кобылина «Свадьба Кречинского», реж.: М. Козаков — Расплюев
- 2004 — «Нам всё ещё смешно»

#### Московский новый драматический театр
- 1996 — «Малыш и Карлсон» — Карлсон
- 1998 — «Журден», по пьесе Мольера «Мещанин во дворянстве», реж.: Андрей Сергеев — Журден
- 2000 — «Неаполь — город миллионеров» Э. Де Филиппо — Джениаро

#### Московский драматический театр «Модернъ»
- 1998 — «Счастливое событие», реж.: С. А. Врагова — Старик[19]

### Фильмография
- 1962 — Яблоко раздора — оркестрант-«тарелочник» (нет в титрах)
- 1969 — Белое солнце пустыни — Саид
- 1969 — В тринадцатом часу ночи — Леший
- 1970 — В тридевятом царстве… — новый премьер-министр, главарь военной хунты
- 1970 — Денискины рассказы — «индеец», ведущий аттракциона по стрельбе из лука
- 1971 — Достояние республики — Илья Спиридонович Тараканов, бывший управляющий имением князя Тихвинского
- 1971 — Алло, Варшава! — Кашкин, телережиссёр
- 1972 — Карнавал — Аркадий Клятуманов
- 1972 — Нет дыма без огня — Гуммат
- 1972 — Только ты — Яков Плутархович Наконечников (Яшка «Буксир»), снабженец
- 1974 — Автомобиль, скрипка и собака Клякса — музыкант без инструмента / таксист
- 1974 — Кыш и Двапортфеля — Васин
- 1974 — Поцелуй Чаниты — префект полиции
- 1975 — Ау-у! — Спартак Васильевич, придворный
- 1976 — Песни над облаками — Махмуд, брат Нафисат, ассистент гипнотизёра
- 1981 — Три дня праздника — режиссёр
- 1983 — Талисман — Капустин, директор мебельного магазина
- 1984 — Перикола — дон Педро, правитель города
- 1985 — Осторожно, Василёк! — учитель физики
- 1986 — Хорошо сидим! — агент по снабжению
- 1987 — Человек с бульвара Капуцинов — вождь племени индейцев-команчей
- 1989 — Частный детектив, или операция «Кооперация» — Георгий Михайлович Пузырёв, отец Дмитрия
- 1990 — Бабник — Григорий Александрович
- 1990 — Очарованный странник — цыган
- 1991 — Вербовщик — Григорий Степанович Логинов, парикмахер
- 1991 — Тень, или Может быть, всё обойдётся — министр финансов
- 1991 — Чёртов пьяница — Степан Додонышкин, токарь
- 1991 — Щен из созвездия Гончих Псов — директор магазина
- 1992 — Воздушные пираты — шеф спецкоманды авиаагентства
- 1992 — Выстрел в гробу — Булкин, моргунист / полковник
- 1992 — На Дерибасовской хорошая погода, или На Брайтон-Бич опять идут дожди — евнух
- 1993 — Бравые парни — майор Казбек Памиров
- 1994 — Анекдотиада, или История Одессы в анекдотах — главный рассказчик
- 1994 — Бульварный роман — Мордка Палем
- 1994 — Мастер и Маргарита — Арчибальд Арчибальдович, метрдотель Грибоедовского ресторана
- 1995 — Нефертити — помощник Монкутура
- 1996 — Дела смешные — дела семейные
- 1996 — Старые песни о главном 2 — пан Директор
- 1996 — Кафе «Клубничка» — Гамлет Самвелович
- 1997 — Бедная Саша — Корявый, вор в законе
- 2000 — Бременские музыканты — гениальный сыщик
- 2001 — Сыщики (серия «Знак Иуды») — Алим Алимов, главарь наркомафии
- 2001 — Сыщик с плохим характером
- 2002 — Если невеста ведьма — кассир
- 2002 — Медики — Семён Петрович
- 2003 — Козлёнок в молоке (телесериал) — Костожогов, поэт
- 2003 — Курорт особого назначения
- 2003 — Спасибо — даритель
- 2004 — Ночной продавец — покупатель
- 2005 — Не в деньгах счастье — Бланк
- 2006 — На реке Девице — эпизод
- 2006 — Азирис Нуна — сторож (фильм вышел после смерти актёра)

#### Роли в киножурнале «Ералаш»
- 1974 — «Ну, почему мы так говорим???» (выпуск № 1) — сосед мальчика
- 1979 — «Хочу в кино!» (выпуск № 21) — режиссёр (в титрах не указан)
- 1980 — «Злодей, добряк и… тот, кто живёт на крыше» (выпуск 24) — Карлсон (в титрах не указан)
- 1992 — «Голодовка» (выпуск № 92) — Василий Семёнович, директор школы
- 1998 — «Сколько времени?» (выпуск № 126) — часовщик
- 2002 — «1 апреля» (выпуск № 160) — директор школы

### Телеспектакли
- 1962 — Интервью у весны — фельетонист Пётр (Пека) Аверин
- 1966—1980 — Кабачок «13 стульев» — пан Директор
- 1966 — Театральные встречи БДТ в Москве — Степан, сценка про суфлёра
- 1969 — Швейк во Второй мировой войне — Балоун
- 1971 — Малыш и Карлсон, который живёт на крыше — Карлсон
- 1971 — Женский монастырь — Антон Ладыгин
- 1971 — Когда море смеется — Фелиппе Карера
- 1974 — Маленькие комедии большого дома — грабитель
- 1976 — Волшебный фонарь — Огюст Люмьер / куплетист / бродяга / старая селянка
- 1978 — Таблетку под язык — Скоромный
- 1980 — У времени в плену — главарь анархистов
- 1980 — Альманах сатиры и юмора — фокусник
- 1981 — Аз и Ферт — Мордашев
- 1982 — Ревизор — Хлопов
- 1983 — Крамнэгел — Крамнэгел
- 1985 — Золотая рыбка — гость «Золотой рыбки» / актёр на сцене, используются фрагменты телепередачи Кабачок «13 стульев»
- 1986 — Что такое «Ералаш»? — ведущий / режиссёр / король / Карлсон
- 1989 — Самоубийца — Александр Петрович Калабушкин
- 1994 — Кукольный дом
- 2003 — Счастливцев — Несчастливцев — Бодаенко

### Озвучивание мультфильмов
- 1974 — Волшебник Изумрудного города — Железный Дровосек
- 1975 — Кое-что о колесе — читает текст
- 1982 — Алиса в Зазеркалье — Траляля
- 1983 — Весёлая карусель № 14. И я бы мог… — читает текст
- 1983 — Шалтай-Болтай — Шалтай-Болтай / Король бубен
- 1986 — 1988 — Приключения поросёнка Фунтика — Пинчер-старший, лучший сыщик с дипломом / Шоколад, бегемот (4 серия)
- 1986 — Кто?
- 1987 — Исчезатель — полисмен Комсток
- 1988 — Доверчивый дракон — авиатор
- 1989 — Всех поймал — живодёр
- 1990 — Новое платье короля — портной
- 1992 — Жил отважный капитан
- 2004 — Незнайка и Баррабасс — Бурш

### Работа на телевидении
- 1966—1980 — на протяжении четырнадцати лет исполнял роль пана директора в эстрадно-развлекательной юмористической телепередаче Центрального телевидения Гостелерадио СССР «Кабачок „13 стульев“».

### Работа на Всесоюзном радио
- Вёл передачу с песнями о цирке и о цирковом искусстве на Всесоюзном радио Гостелерадио СССР.

## Награды и достижения
- Заслуженный артист РСФСР (10 апреля 1969) — за заслуги в области советского театрального искусства[20]
- Заслуженный деятель культуры Польши (1976)
- Народный артист РСФСР (1 декабря 1981) — за заслуги в области советского театрального искусства[21]
- орден Почёта (12 июля 1996) — за заслуги в развитии отечественного киноискусства и создание высокохудожественного фильма «Белое солнце пустыни»[22]
- Государственная премия Российской Федерации в области литературы и искусства 1997 года (6 июня 1998) — за художественный фильм «Белое солнце пустыни»[23]
- орден Дружбы (10 октября 2002) — за многолетнюю плодотворную деятельность в области культуры и искусства[24]

## Память
Творчеству и памяти актёра посвящены документальные фильмы и телепередачи:
- «Спартак Мишулин. „Саид и Карлсон“» («Первый канал», 2016)[25][26]
- «Спартак Мишулин. „Последний день“» («Звезда», 2017)[27]
- «Спартак Мишулин. „Острова“» («Культура», 2017)[28]
- «Спартак Мишулин. „Человек с непредсказуемым прошлым“» («ТВ Центр», 2021)[29]